# William Mullins
William Mullins –conocido como Bill Mullins– (23 de febrero de 1920-27 de diciembre de 2015) fue un jinete irlandés que compitió en la modalidad de concurso completo. Ganó una medalla de plata en el Campeonato Europeo de Concurso Completo de 1967, en la prueba por equipos.

## Palmarés internacional
| Campeonato Europeo | Campeonato Europeo    | Campeonato Europeo | Campeonato Europeo |
| Año                | Lugar                 | Medalla            | Categoría          |
| ------------------ | --------------------- | ------------------ | ------------------ |
| 1967               | Punchestown (Irlanda) | Medalla de plata   | Por equipos        |